# 천리마 1호
천리마 1호(千里馬1號)는 조선민주주의인민공화국이 2023년에 처음으로 발사한 신형 우주발사체이다.

## 역사
2023년 5월 31일, 북한 국가우주개발국은 "31일 6시27분 평안북도 철산군 서해위성발사장에서 예정되였던 군사정찰위성 '만리경-1'호를 신형위성운반로켓 '천리마-1'형에 탑재해 발사했다"고 밝혔다고 조선중앙통신이 전했다. 이어 "'천리마-1'형은 정상비행하던 중 1계단 분리 후 2계단 발동기(엔진)의 시동 비정상으로 하여 추진력을 상실하면서 서해에 추락했다"고 설명했다.

## 제원
북한이 지난 4월 공개한 블러 처리된 사진을 보면 천리마-1형은 광명성 위성을 발사하는데 사용한 은하로켓보다 20~30여 미터 더 큰 40~50m 정도의 길이를 가진 것으로 추정된다. 이 정도면 누리호보다 크다. 누리호는 1단 추력이 300톤에 달하며 태양동기궤도에 1톤 이상의 위성을 올려 놓을 수 있다.
전문가들은 북한이 이번에 쏜 우주발사체는 백두산 액체엔진을 기반으로 제작한 것으로 추정하고 있다. 발사체는 1단이 듀얼 체임버의 백두산 엔진(160톤 규모), 2단은 단일 체임버 백두산 엔진(40톤 규모), 3단은 보조로켓으로 사용했던 소형 액체엔진 2기(3톤규모)를 사용했을 것으로 추정된다.
백두산 엔진은 북한이 개발한 액체연료 로켓 엔진으로, 추력 80톤힘, 단일 노즐 엔진이다.
천리마 1호의 1단 엔진은 노즐이 2개인지 4개인지 한국 언론 보도는 혼선이 있는데, 북한이 공개한 발사 사진을 보면, 상단 페어링에 NADA 마크가 크게 칠해져 있는데, 마크가 제대로 보이는 사진과, 90도로 돌아간 사진에서 모두 1단 노즐이 2개가 보인다. 따라서 노즐 수는 4개임을 알 수 있다.
김승조 전 한국항공우주연구원장은 “광명성호 1단 길이가 15m에 달했던 것에 비해 이번엔 1단 길이가 짧아졌다”고 했다. 이어 “백두산 엔진 4기 장착 시 강한 추력으로 발사체에 붙는 가속도가 너무 높아지는 문제가 발생해 비행 안전성이 떨어진다”며 “이 가속도 문제를 해결하기 위해 연료를 최대한 적게 넣으려고 (1단) 길이를 최대한 짧게 만들었을 수 있다”고 봤다.
당초, 천리마 1형 전체 길이는 30m로 추정되고, 1단 엔진이 8m, 2단 엔진이 7m, 3단 엔진은 4~5m 정도라고 보았다. 그러나 한국 해군이 12 m 길이의 2단 일부를 인양하면서, 추정치가 바뀌었다.
2023년 6월 16일, 한국군은 인양된 2단부 일부 동체 길이가 12m로 밝혀짐에 따라 북한이 지난달 31일 발사한 우주발사체 전체 길이가 38m 또는 40m 이상일 가능성도 있다고 추산했다. 신종우 한국국방안보포럼 사무국장은 “2단 동체 길이로 볼 때 발사체 전체 길이는 38m 또는 그 이상일 것”이라고 했다. 누리호의 길이는 47.2 m이다.

## 화성-17형
1단에 추력 80톤힘의 백두산 엔진을 4개 장착한 ICBM은 화성-17형이다. 따라서, 천리마 1형은 화성 17형 ICBM을 인공위성 발사 버전으로 개조한 것으로 추측할 수 있다.
- 화성-17형, ICBM, 1단에 추력 80톤힘의 백두산 엔진 4개, 2단 액체연료, 러시아 엔진 기술
- 천리마-1형, 우주발사체, 1단에 추력 80톤힘의 백두산 엔진 4개, 3단 액체연료, 러시아 엔진 기술
- 누리호, 우주발사체, 1단에 추력 75톤힘 액체연료 엔진 4개, 3단 액체연료, 러시아 엔진 기술, 무게 200톤
- SS-18, ICBM, 2단 액체연료, 무게 200톤
- 드네프르 (로켓), 우주발사체, 3단 액체연료, 무게 200톤, SS-18 ICBM을 위성발사체로 개조

SS-9 스카프 ICBM은 스카프1 부터 스카프4 까지 4가지 버전이 개발되었다. 그 이후 SS-18 사탄 ICBM은 사탄1 부터 사탄6까지 6가지 버전으로 업그레이드 되었고, 최근에는 11번째 모델인 RS-28 사르마트가 실전배치 중이다. 스카프는 1단 노즐이 8개였는데, 사탄1 부터는 1단 노즐이 4개다. 모두 무게 200톤의 2단 액체연료 ICBM이다. 스카프1은 1963년 최초발사, 1967년에 실전배치를 시작했다.
2016년 3월 9일, 김정은이 10메가톤급 수소폭탄 개발을 2018년까지 마치라고 지시했다.
2016년 5월 10일, 러시아 국방부 소유 즈베즈다 방송은 'RS-28 사르마트(나토 코드명 사탄2)'로 명명된 신형 미사일이 40메가톤의 핵탄두를 탑재할 수 있으며, 사르마트가 핵탄두를 장착할 경우 단 한 발로 프랑스나 미국 텍사스주만한 크기의 면적을 일시에 초토화시킬 수 있다고 보도했다. 미국 텍사스주는 대한민국 보다 6.94배 면적이다. 사탄1은 20메가톤 핵탄두 한 발을 탑재했었다.

## 발사장소
발사 장소는 기존의 서해위성발사장과는 확연히 달라, 북한이 최근 기존 서해위성발사장에서 3 km 정도 떨어진 바닷가에 조성한 새 발사장(제2발사장)으로 추정된다. 제1발사장 보다 매우 깨끗하고 세련된 발사장이다.

## 누리호
북한의 천리마 1호는 누리호와 매우 비슷하다.
- 2016년 7월 20일 대한민국 항우연은 당초 임무수행 시간(143초)보다 긴 145초 연속 추력 75톤 액체연료 로켓 엔진 연소 시험에 성공했다.[1]
- 2016년 9월 20일 북한 조선중앙통신은 서해 위성 발사장에서 백두산 로켓에 사용될 추력 80톤 액체연료 로켓 엔진의 지상 연소실험에 성공했다고 보도했다. 연소시간은 200초라고 밝혔다.[2]
- 누리호는 추력 75톤 KRE-075 엔진 4개로 추력 300톤, 천리마 1호는 추력 80톤 백두산 엔진 4개로 추력 320톤
- 발사날짜도 거의 똑같다.
- 로켓의 길이도 거의 똑같다.
- 누리호는 나로우주센터 제2발사장을 새로 지어 발사했는데, 천리마 1호는 서해위성발사장 제2발사장을 새로 지어 발사했다.
- 둘 다 3단 액체연료 엔진으로 추정된다.

## 서울의 경계경보
천리마 1형 발사 직후, 수도방위사령부는 즉시 경계경보 발령을 서울시에 요청했고, 서울시는 오전 6시 32분 경계경보를 발령했다.
경계경보는 북한 미사일 발사 등으로 낙하물 우려가 있을 때, 공습경보는 실제 미사일 공격이 있을 때 발령된다는 차이가 있다.
휴전후 처음 공습경보가 발령됐던 사건은 이웅평 대위가 미그-19를 몰고 귀순한 사건이다.

## 안보리 결의 위반
다른 국가들은 평화적 우주개발을 할 권리인 우주 발사체를 자유롭게 발사할 권리가 있지만, 북한은 핵개발로 인해, 유엔 안보리에서 평화적 목적의 우주발사체 발사도 금지했다.
2012년 4월 13일, 북한은 김일성 생일 100주년을 맞아, 광명성 3호를 발사했다. 4월 17일, 유엔 안보리는 의장성명을 채택했다. 성명을 통해, 북한의 로켓 발사가 유엔 안전 보장 이사회 결의 제1718호와 유엔 안전 보장 이사회 결의 제1874호를 심각하게 위반했다고 강조했다. 중국, 러시아는 결의에는 반대했지만, 의장성명에는 찬성했다.

## 발사 실패 책임
김대중, 노무현 정부 때 통일부 장관을 지낸 정세현 전 장관은, "이병철부터 시작해서 과학자들은 아마 지금 초죽음이 됐을 거고, 밤을 새워서라도 위원장 동지 자존심을 살리기 위해서 최대한 노력할 것"이라고 봤다. 그러면서 "또 실패하면 몇 사람 간다고 봐야 한다. (빠르면 6월 11일 안에 또는 조금 지나서 발사하지 않으면) 몇 사람은 그야말로 아오지 탄광으로 가든지 생명을 잃을지도 모른다. 죽기 살기로 덤빌 것"이라고 했다.
김정은 위원장이 이번 발사에 직접 참관을 했다고 하는데, 실패를 해서, 발사에 성공한 한국 누리호에 비교해서, 위원장 자존심에 큰 상처가 났고, 또 실패하면 숙청당할 것이라는 평가다.
북한 군부 2인자인 리병철 노동당 중앙군사위원회 부위원장은 "군사정찰위성 1호기를 6월에 곧 발사할 계획"이라고 밝혔다. 이 발사 프로젝트의 최고 책임자로 알려져 있다.

## 잔해 인양
천리마 1호의 2단 로켓을 한국 해군이 인양중이다. 길이 15 m, 직경 2-3 m 크기이다. 누리호 2단은 길이 15.6 m, 직경 2.6 m 인데, 크기가 거의 똑같다.
‘점검문-13(기구조립)’이라는 문구가 식별된 대형 원통형 물체는 한때 로켓 1단과 2단 연결부위라는 관측을 사기도 했으나 길이와 무게가 상당한 로켓 2단 부분으로 확인됐다.
이번 잔해의 길이는 15m로 북한이 ‘천리마 1형’으로 이름 붙인 우주발사체 전체 길이(30여ｍ)의 절반 정도로 추정됐다. 3단으로 구성된 발사체의 제원은 1단(8m)·2단(7m)·3단(4∼5m)으로 추정된다.
북한이 기술 노출을 우려해 로켓 또는 위성에 자폭장치를 심어놓았을 수도 있다는 주장도 제기된다.
수중에서 확인된 발사체는 2단과 3단이 연결돼 있을 가능성도 있다는 분석도 나왔다. 장영근 한국국가전략연구원 미사일센터장은 발사체 전체 길이가 대략 29m라고 주장했다. 장 센터장의 분석에 따르면 제원은 △1단(길이 8m·직경 2.4m) △2단(길이 7.2m·직경 1.8m )△3단(길이 4.5m·직경 1.8m) △페어링(길이 5.3m·직경 3.1m) 등이다. 2단과 3단 연결부분(Interstage)은 각각 2m로 추정됐다. 1단이 분리됐기 때문에 2단과 3단(연결부분 포함)을 합치면 약 13.7m정도다.